# The Power (filme)
The Power é um filme estadunidense, de 1967, dos gêneros suspense e ficção científica, dirigido por Byron Haskin, roteirizado por John Gay, baseado no livro de Frank M. Robinson, com música de Miklós Rózsa.

## Sinopse
Membros de um complexo científico, após um teste de capacidade mental, passam a ser assassinados um a um por poderes mentais.

## Elenco
- George Hamilton	 ....... Professor Jim Tanner
- Suzanne Pleshette ....... Professor Margery Lansing
- Richard Carlson ....... Professor Norman E. Van Zandt
- Yvonne De Carlo ....... Mrs. Sally Hallson
- Earl Holliman ....... Professor Talbot Scott aka Scotty
- Gary Merrill ....... Mark Corlane
- Ken Murray ....... Grover
- Barbara Nichols ....... Flora
- Arthur O'Connell ....... Professor Henry Hallson
- Nehemiah Persoff ....... Professor Carl Melnicker
- Aldo Ray ....... Bruce
- Michael Rennie ....... Arthur Nordlund
- Miiko Taka ....... 	Mrs. Van Zandt
- Celia Lovsky ....... Mrs. Hallson
- Vaughn Taylor ....... Mr. Hallson
- Lawrence Montaigne ....... Briggs